# Gangtok
Gangtok pronunciaciónⓘ  es la capital y principal ciudad del estado de Sikkim en la India. Situada en las laderas de los Himalayas a una altitud de 1.780 metros, la ciudad es famosa por sus limpios alrededores y por su clima templado. Esta estación de montaña, con una población aproximada (2002) de 50.000 personas, es el centro de la industria turística del estado. 
Gangtok no era más que un pequeño enclave hasta la construcción del Monasterio Enchey en 1840 que convirtió la ciudad en un centro de peregrinación. Se convirtió en el punto principal de parada para los que viajaban entre el Tíbet y la India Británica a finales del siglo XIX. Tras la independencia de la India en 1947 Sikkim se convirtió en un estado-nación con capital en Gangtok. En 1975 se abolió la monarquía y Sikkim se convirtió en el estado número 22 de la India. Gangtok siguió siendo su capital.

## Historia
Véase también: Historia de Sikkim 
No se conoce mucho sobre la historia antigua de Gangtok. Los primeros registros datan de 1716. No fue hasta 1716 con la construcción del monasterio Enchey que Gangtok empezó a cobrar importancia. Tras la derrota de los tibetanos por los británicos, Gangtok se convirtió en parada principal para el comercio entre el Tíbet y la India. La mayoría de las carreteras de la zona y el telégrafo se construyeron durante esta época (finales del siglo XIX).
En 1894, Thutob Namgyal, monarca de Sikkim bajo control británico, trasladó la capital de Tumlog a Gangtok lo que acrecentó su importancia. Se construyeron diversos monumentos así como un nuevo palacio. Tras la independencia de la India en 1947, Sikkim se convirtió en un estado-nación (Reino de Sikkim) gracias al tratado firmado por el rey de Sikkim y el primer ministro de la India Jawaharlal Nehru. El comercio entre India y Tíbet continuó funcionando, siguiendo la antigua Ruta de la Seda lo que favoreció la economía de la ciudad. En 1962 los pasos de montaña quedaron cerrados después de la guerra sino-india lo que afectó a los negocios en Gangtok. En 1975 la monarquía quedó abolida y Sikkim se constituyó como estado de la India.

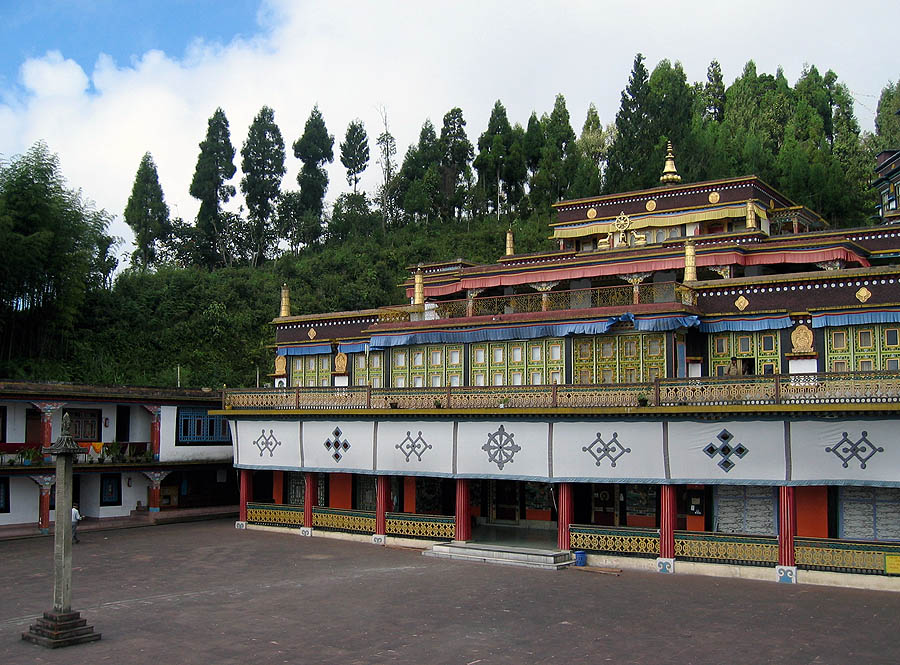
Monasterio Rumtek en Gangtok.

## Demografía
Los nepalíes que se asentaron en la región durante el gobierno británico componen la mayoría de los 50.000 habitantes de Gangtok. Los Lepchas, nativos de la zona, y los Bhutias constituyen también una parte importante de la población. En los últimos años, un importante número de tibetanos ha llegado a la ciudad. Entre las comunidades no nativas de la zona que residen en la ciudad se encuentran los Marwaris que regentan la mayoría de las tiendas, los Bihari que suelen tener trabajos administrativos y los bengalíes.
El hinduismo y el budismo son las dos religiones principales en Gangtok. También hay un número importante de cristianos, la mayoría de origen Lepcha que se convirtieron a esta religión a finales del siglo XIX gracias a la influencia de los misioneros británicos. Una mezquita en el centro de la ciudad sirve a la pequeña minoría musulmana de la ciudad.
El nepalí es el idioma que más se habla en Gangtok. El inglés y el hindi también se hablan en la ciudad.

## Geografía
Gangtok está situada en las laderas del Himalaya a una altitud de 1.780 metros sobre el nivel del mar. Además de ser la capital del estado de Sikkim, es también la central del distrito de Sikkim este.
Gracias a su altura y a los alrededores que le sirven de escudo, la ciudad disfruta de un clima templado durante todo el año. Al igual que otras ciudades de los Himalayas, Gangtok tienen cinco estaciones: Verano, monzón, otoño, invierno y primavera. Las temperaturas oscilan entre los 25 °C de máxima en verano a los 3 °C de mínima en enero. Las precipitaciones de nieve son raras al igual que las temperaturas bajo cero.

## Lugares de interés
- El Monasterio Enchey: es el monasterio más antiguo de la ciudad; es un monasterio budista y se construyó en 1840.
- El Monasterio Rumtek: situado a unos tres kilómetros de la ciudad, es una réplica de la antigua sede de Lhasa.
- El parque zoológico de los Himalayas: contiene numerosos ejemplares de animales propios de la zona como los osos negros del Himalaya o los tigres de las nieves.